# Zakład Optyki Instrumentalnej „Uniwersał”
Zakład Optyki Instrumentalnej „Uniwersał” – polski producent sprzętu astronomicznego z Żywca. Przedsiębiorstwo powstało w 1986 roku, jest najstarszym producentem amatorskich teleskopów astronomicznych w Polsce.
Nazwa przedsiębiorstwa pochodzi od nazwiska założycieli – braci Jacka i Bogusława Uniwersałów. Od roku 2005 właścicielem jest samodzielnie Jacek Uniwersał. Powstanie przedsiębiorstwa w okresie bardzo trudnego dostępu do jakiegokolwiek sprzętu astronomicznego w Polsce przyczyniło się w bardzo dużym stopniu do popularyzacji amatorskich obserwacji astronomicznych w latach dziewięćdziesiątych XX w. Skutkiem powstania firmy i produkowania przez nią bardzo dużych ilości sprzętu stał się szeroki dostęp miłośników astronomii do własnego sprzętu.
Ilość wyprodukowanych instrumentów astronomicznych przez przedsiębiorstwo była bardzo duża. W pierwszej połowie lat 90. XX w. teleskopy z żywieckiej firmy były najbardziej popularnym sprzętem astronomicznym w Polsce. Późniejsze lata nieco zmieniły tę sytuację, rozwój rynku sprzętu astronomicznego, pojawienie się licznych dystrybutorów sprzętu z zagranicy zakończyły monopol firmy Uniwersał. W roku 2015 w ofercie przedsiębiorstwa obok nadal produkowanych teleskopów znajduje się również sprzęt z importu, a także mikroskopy, noktowizory i lornetki.
Przedsiębiorstwo Uniwersał produkuje teleskopy zwierciadlane w systemie Newtona oraz Cassegraina.
W 2015 roku przedsiębiorstwo specjalizowało się przede wszystkim w produkcji kopuł astronomicznych o średnicy 1,5, 2,2, 3,2 oraz 5,2 metra dla amatorskich i profesjonalnych obserwatoriów astronomicznych. Najbardziej znane miejsca z kopułami firmy Uniwersał to: Obserwatorium Astronomiczne im. Tadeusza Banachiewicza na górze Lubomir, kompleks edukacyjny w Klasztorze Franciszkanów w Głogówku z kopułą 5.2 metra oraz Solaris Center w Opolu, z ogólnodostępnym, multimedialnym obserwatorium słonecznym. Obecnie w Polsce znajduje się ponad 60 obserwatoriów o różnych stopniach automatyki oraz przeznaczenia. Coraz bardziej popularne stają się domowe obserwatoria astronomiczne stawiane w ogródku lub na dachu. Firma produkuje też mobilne planetaria, które są nowością w świecie nauki, służące do edukacji społeczeństwa za pomocą dmuchanej sfery oraz projektora z kątem rzucania obrazu 180° do pokazów filmów o tematyce astronomicznej, astronautyce oraz zjawiskach przyrodniczych.
Drugim produktem są lunety widokowe na monety oraz lunety bez mechanizmu wrzutowego służące do obserwacji krajobrazów w miejscach atrakcyjnych turystycznie.
W roku 2013 pierwsze produkty zostały wyeksportowane do krajów Unii Europejskiej, m.in. do Niemiec, Austrii, Portugalii oraz Bułgarii. W 2014 roku ekspansja objęła resztę świata o takie kraje jak: Gruzja, USA, RPA, Brazylia, Chile, Australia, Nepal, Indonezja – głównie obserwatoria w wersji komputerowej 2,2 metra oraz lunety widokowe na monety, ale i lunety astronomiczne na monety, przez które w nocy ludzie mają możliwość oglądanie Księżyca, planet oraz obiektów Deep Sky.
Rok 2014 to gwałtowne załamanie rynku astronomicznego w Polsce. Nie miało wpływu na produkcję, gdyż pod koniec roku eksport stanowił 60% produkcji. Do oferty dołączają kolejne nowości takiej jak podwójne lunety dla osób niepełnosprawnych na wózkach oraz dla dzieci, profesjonalne piery pod teleskop do obserwatorium oraz nowe zmodyfikowane do najwyższych standardów zdalnie sterowane obserwatoria astronomiczne. Kopuła astronomiczna dostała najwyższe oceny na jednym z największych forum astronomicznym pod względem designu, projektu oraz mechaniki.
W roku 2015 eksport obejmował inne kraje takie jak: Chorwacja, Wielka Brytania, Armenia, Holandia, Belgia i Hiszpania. Są to przede wszystkim lunety widokowe na monety w pięknych miejscach, gdzie liczba turystów jest tak duża, że klienci prowadzą działalność gospodarczą i czerpią zyski tylko w oparciu o lunety widokowe.

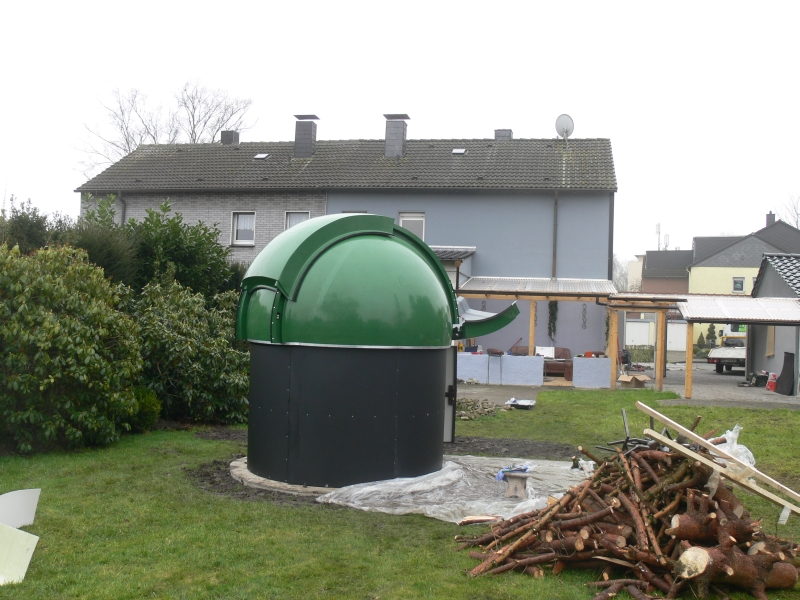
Kopuła astronomiczna
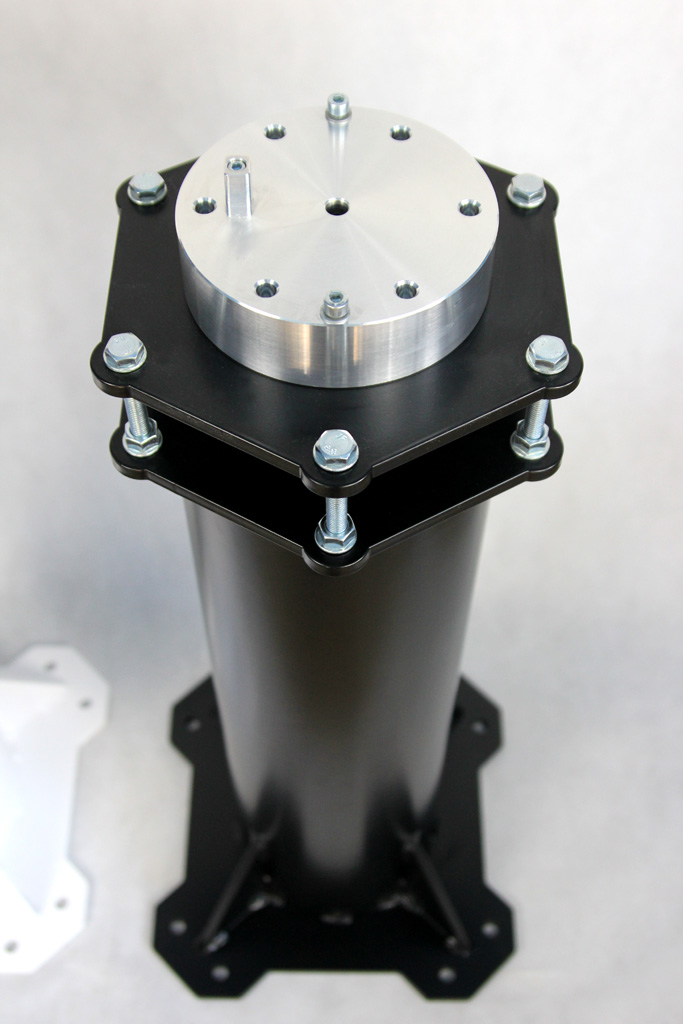
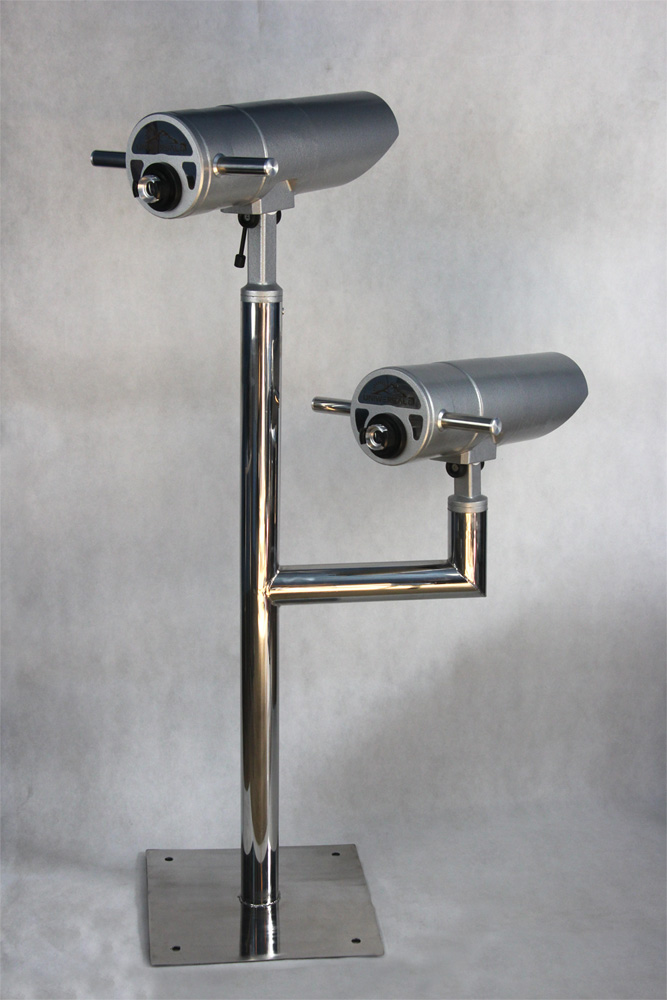
Podwójne lunety widokowe bez mechanizmu wrzutowego
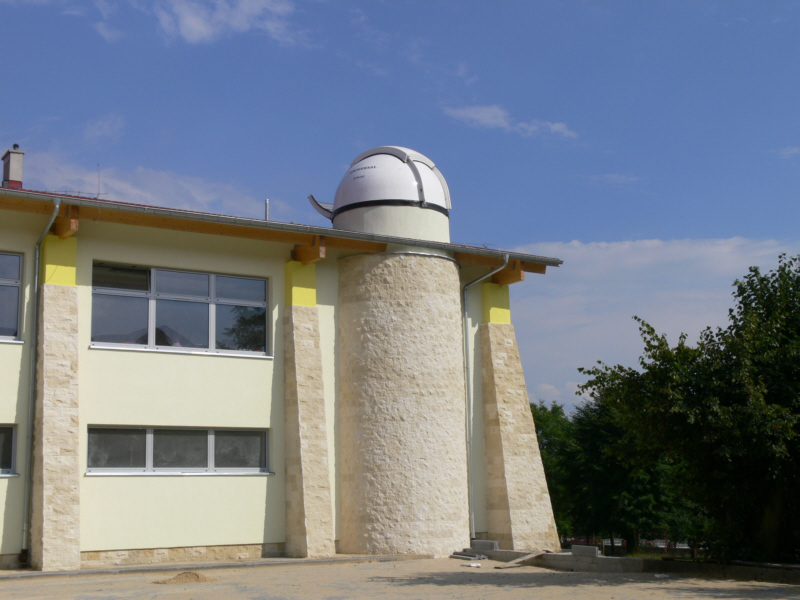
Kopuła astronomiczna
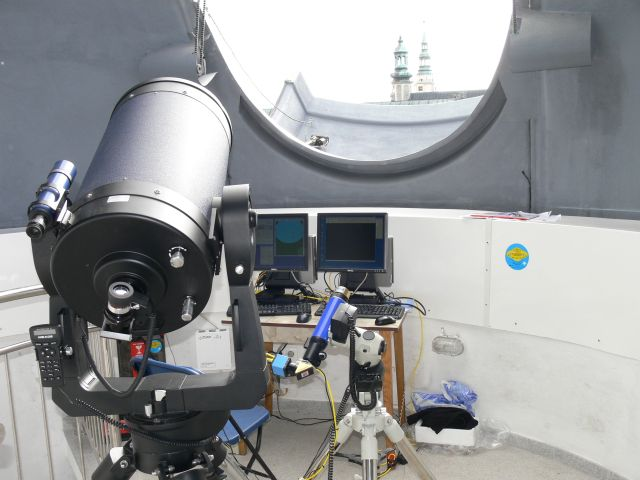
Franciszkańskie Obserwatorium Astronomiczne w Głogówku
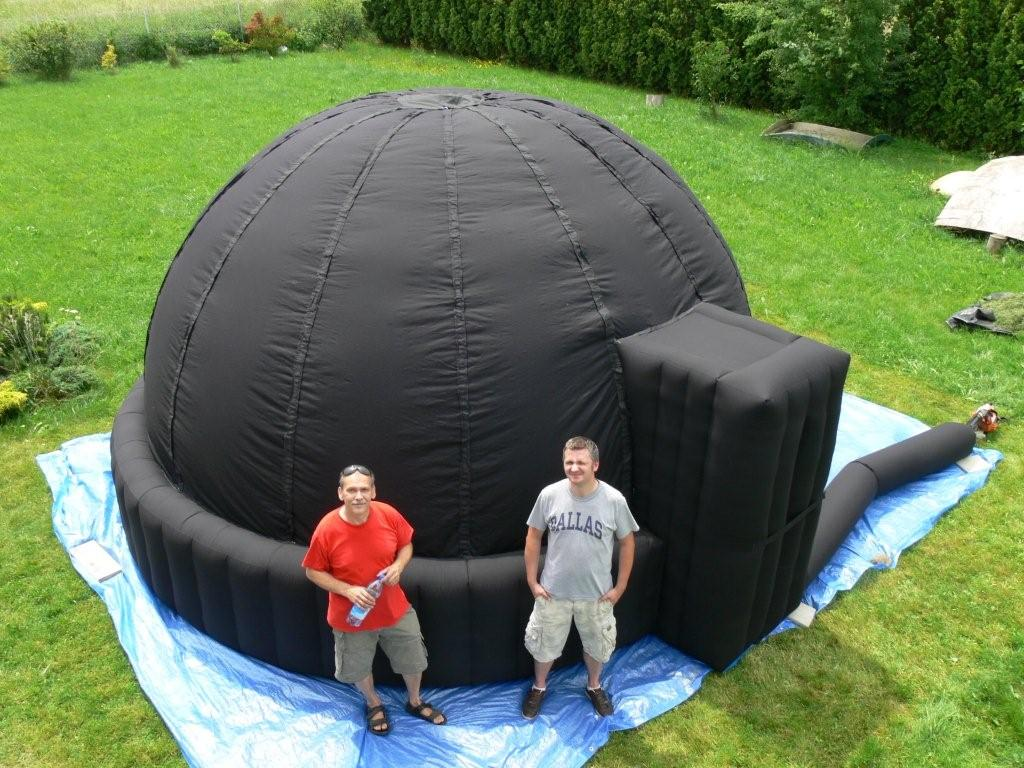
Mobilne planetarium
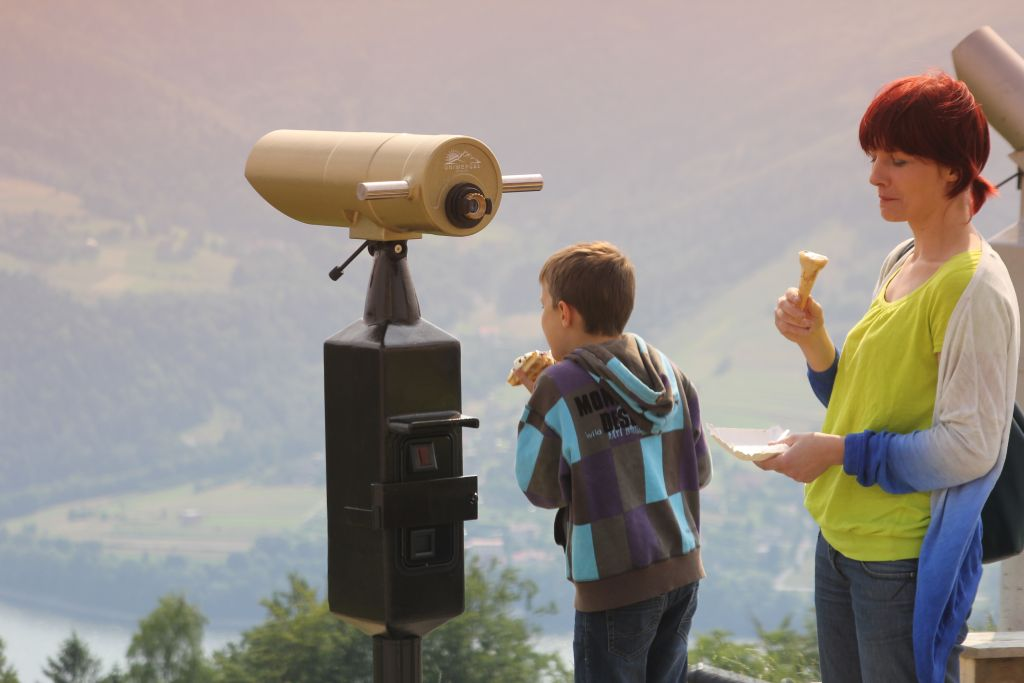
Luneta widokowa na monety